# Jistota a Budoucnost
JISTOTA A BUDOUCNOST (zkratka JAB) je české politické hnutí oficiálně zaregistrované 24. února 2022. Hnutí vzniklo poté, co bývalý poslanec Richard Dolejš opustil společně s dalšími 26 spolustraníky Českou stranu sociálně demokratickou. JAB působí především ve Středočeském kraji.

## Vedení hnutí
Od dubna 2022 je předsedou hnutí JAB Miloš Petera a prvním místopředsedou je Richard Dolejš.

## Účast ve volbách

### Volby do zastupitelstev obcí

#### Rok 2022
Ve volbách do zastupitelstev obcí v roce 2022 hnutí získalo celkem 9 mandátů.

### Volby do zastupitelstev krajů

#### Rok 2024
Ve volbách do zastupitelstev krajů v roce 2024 hnutí JAB kandiduje do Zastupitelstva Středočeského kraje. Lídrem kandidátky je předseda hnutí a bývalý hejtman Středočeského kraje Miloš Petera.

## Volební výsledky

### Zastupitelstva obcí
| Volby | Mandáty | Mandáty |
| Volby | Zvoleno | ±       |
| ----- | ------- | ------- |
| 2022  | 9/61780 | ▲9      |

### Zastupitelstva krajů
| Volby | Kraj        | Kandidátní listina   | Hlasy         | Hlasy         | Mandáty       | Mandáty       |
| Volby | Kraj        | Kandidátní listina   | Celkem        | %             | Mandáty       | Mandáty       |
| Volby | Kraj        | Kandidátní listina   | Celkem        | %             | Zvoleno       | ±             |
| ----- | ----------- | -------------------- | ------------- | ------------- | ------------- | ------------- |
| 2024  | Středočeský | JISTOTA A BUDOUCNOST | bude oznámeno | bude oznámeno | bude oznámeno | bude oznámeno |